# Малюк (серіал)
«Малюк» (The Baby) — британський комедійний серіал жахів, створений Люсі Геймер і Сіан Робінс-Грейс, прем'єра якого відбулася на HBO 24 квітня 2022 року. Складається з восьми епізодів.

## Анотація
Коли у 38-річної Наташі несподівано з'являється дитина, її життя різко руйнується. Смердючий, контролюючий, маніпулятивний і з насильницькими здібностями, малюк перетворює життя Наташі на шоу жахів. Звідки він взявся? Чого хоче? І на що доведеться піти Наташі, щоб повернути собі життя? Вона не хоче дитини. Дитина хоче її.

## Актори та персонажі

### Головні ролі
- Мішель де Сварте в ролі Наташі Вілламс: 38-річна жінка, яка ніколи не будувала довгострокових планів і отримала дитину.
- Аміра Газалла в ролі місіс Івс/Нур: 73-річна «Енігма», яка 50 років прожила у своїй машині.
- Ембер Греппі в ролі Боббі Вілламс: молодша сестра Наташі, яка не хоче нічого іншого, як стати матір'ю.
- Елбі Хіллз і Артур Хіллс у ролі «Дитини», яка перевертає світ Наташі з ніг на голову.

## Виробництво
У серпні 2020 року було оголошено, що HBO замовив серіал The Baby. Ніколь Кассел приєдналася в грудні 2020 року як провідна режисерка і виконавча продюсерка. Стейсі Грегг, Фараз Шаріат і Ель Джонс також були утверджені режисерами.
Софі Гудхарт, Кара Сміт, Анчулі Феліція Кінг і Сьюзан Стентон написали сценарій до серіалу. Біша К. Алі виступає продюсеркою-консультанткою.
Зйомки почалися 31 травня 2021 року у Великій Британії.

### Музика
Лукреція Дальт є композиторкою серіалу. Піт Севілл і Зої Брайант — музичні керівники, а Ед Гамільтон — музичний редактор.

## Реліз
Прем'єра «Малюка» відбулася на HBO 24 квітня 2022 року і складається з восьми епізодів.